# Léo Brière
Léo Brière, né le 11 janvier 1994 à Argentan, est un mentaliste et illusionniste français.
Il s’est fait connaître grâce à sa participation à l’émission La France a un incroyable talent sur M6. En 2019, il est sacré champion de France de magie en 2019, puis reçoit le Mandrake d'or en 2021.

## Biographie

### Débuts au cirque
Léo Brière a grandi à Sées, en Normandie.
Passionné de magie et de cirque, il rejoint le cirque Maximum en 2011 en tant que Monsieur Loyal, puis intègre le cirque La piste aux étoiles et enfin le cirque Pinder en 2012.
À l'âge de 19 ans, il est présenté comme le « plus jeune Monsieur Loyal de France ».
En 2014, il fonde son propre cirque et devient le « plus jeune directeur de cirque de France » avec le cirque Gold dans lequel il se produit avec ses grandes illusions.

### Le mentalisme et l'illusion
Léo Brière commence sa carrière de mentaliste en 2016 avec son premier spectacle Influence au Théâtre de la Contrescarpe.
En 2018, il atteint les demi-finales de la saison 13 de l’émission La France a un incroyable talent sur M6 en présentant des numéros tirés de son spectacle Prémonition, qu'il joue au Théâtre la Boussole jusqu'en janvier 2019,. En 2019, il se présente aux championnats de France de magie et remporte le 1er prix,,.
En 2020, il crée le spectacle L’expérience interdite qu'il joue au Théâtre Trévise à Paris, au Casino de Paris et en tournée. Parmi ses tours, il parvient à deviner le prénom ou le métier d’un inconnu, déduire le contenu exact du portefeuille d’un spectateur ou encore prédire les choix du public.
Le 11 octobre 2021, il reçoit le Mandrake d'or 2021, l'équivalent d'un Oscar de la magie,,.
En 2023, il monte son spectacle Existences, dans lequel il propose des tours de mentalisme à travers un show à l’américaine, inspiré de sa vie et son passé de circadien. Le spectacle se joue en tournée et au Théâtre du Gymnase Marie-Bell à Paris.

## Carrière

### Spectacles
- 2016 : Influence[21]
- 2018 : Prémonition
- 2020 : L'expérience interdite
- 2023 : Existences

## Distinctions
- 2019 : Champion de France de magie 2019 (Paris Première)[22],[23]
- 2021 : Mandrake d'or 2021